# Varzobia
Varzobia is een geslacht van vliesvleugeligen uit de familie bronswespen (Chalcididae). De wetenschappelijke naam van dit geslacht is voor het eerst geldig gepubliceerd in 1960 door Nikol'skaya.

## Soorten
Het geslacht Varzobia is monotypisch en omvat slechts de volgende soort:
- Varzobia tibialis Nikol'skaya, 1960